# 平野綾菜
平野 綾菜（ひらの あやな）は福岡県を拠点として九州を中心に活動しているフリーアナウンサー、司会、ラジオパーソナリティ、リポーター。司会者事務所 Office AYANA代表。福岡県在住。

## 略歴・人物
福岡県福岡市出身。幼少期より糟屋郡粕屋町で育つ。
中学１年生の夏休みに、母親が応募したFM MiMi「子ども放送局」で初めてパーソナリティに選ばれ２時間の生放送を担当する。
中学２年生の時には、税の標語で粕屋町長賞を受賞し表彰を受けており、現在も粕屋町立粕屋中学校に標語が掲げられている。
福岡県立香住丘高等学校在学中に、生徒会美化委員長をつとめ、当時福岡県下ワーストワンだった紙のゴミ量を３分の１に減らして評価されている。
高校２年生から、当時発刊が開始されたフリーペーパー「CoCoAngel」「Ch」の読者モデルデビュー。雑誌と連動したラジオ番組の放送開始をきっかけにエフエム福岡「リスニングマガジンCoCoAngel」でレギュラーを務める。タレントで元めちゃイケメンバーの重盛さと美が「リスニングマガジンCoCoAngel」メンバー同期。
福岡市内の大学に進学後も、全国紙・地方紙のモデル活動とラジオパーソナリティを継続。数々の芸能人との共演も果たし「福岡の元気印」と称される。
大学在学中は、川上政行が代表を務める福岡アナウンススクールとダブルスクールをし、アナウンススクール附属のハートリンクに所属。現在もめざましテレビ枠内で、放送中のCM（カーショップトヨマス）にてナレーターデビュー。以降、エフエム福岡CMナレーションやテレビCMを多数務める。同時期にMCデビューし、初鳴きといえる宮崎市内で、NTTフレッツ光インターネット回線契約100件を２日間で達成する。
教職課程の授業や大手学習塾・英進館のアルバイトなどの教育分野にも熱心に取り組んでいた。
卒業論文は「地域創生」をテーマに掲げ、町おこしや道の駅をテーマにしたほどの地元九州好き。イベント司会などの自己紹介やインタビュー記事で、九州マニアと自身の作った造語で自称している。
大学卒業後、唐津ケーブルテレビジョンに入社。九州ケーブルテレビ連盟事務局を兼務し、九州各局の番組や全国放送の番組にも出演。
エフエム福岡時代には、「みんなで撲滅 飲酒運転」(毎週月曜16:25-16:30、木曜11:55-12:00)などの福岡市政番組を担当。
飲酒運転事故の被害者遺族との出会いをきっかけにスタートした、飲酒運転撲滅活動と、学校に出向く「職業体験の講師」は社会貢献活動として、現在もライフワークになっている。
県内外の自治体、企業イベント等の司会を多数担当。
2013年より独立。LOVE FM中継リポーター「エリアリポート」(現在毎週月曜16:30 - 水曜9:20 -)
FMからつ「Youがたチャンス！」（平日 17:00 - 19:00）ラジオパーソナリティを担当。
2013年、女性３人グループ「飲酒運転撲滅がーるず」を立ち上げ、2015年より毎年、福岡市飲酒運転撲滅大会の司会担当もしくは参列。
2015年9月、九州ビジネスチャンネルに本日の美人カレンダーで紹介される。
2015年9月から、福岡市役所前で開催されている「九州ビアフェスティバル」のメインＭＣを担当。
2015年12月、飲酒運転撲滅の活動が、市政だより 福岡市 FUKUOKA NEXT に掲載される。
2016年からエフエム福岡ラジオカー「Vivot」担当。
2016年から2017年、C CHANNEL公式クリッパーとして活動。
2016年から2018年、サガテレビ「さがすぽ」ではリポーター出演の他、テレビ番組制作に携わる。
2016年9月、佐賀県より女子会推進大使に推薦される。
2016年11月、福岡県庁主催 飲酒運転撲滅大会に出演。福岡県の推薦により、秋山幸二総監督(元プロ野球選手・元福岡ソフトバンクホークス監督)が率いる「飲酒運転撲滅ナイン」に就任。
2017年からはラジオパーソナリティに加え、ディレクター業務を含む自主制作番組を開始。 FMからつ「HEART-FULL」(毎週月-金曜日15:00 - 16:00放送) の放送をスタートし、飲酒運転撲滅のメッセージを日々発信する。
2017年12月から毎年、福岡県警察主催 年末の交通安全キャンペーン「飲酒運転撲滅宣言」出演。
2018年4月からはエフエム佐賀朝のワイド番組「Gat's Morning!」パーソナリティを務めている。
2018年4月、福岡県交通安全協会、福岡県主催の春の交通安全運動、重点啓発出発式に司会、出演。
2018年10月、全米ベスト10入りした書籍、The Powerful Female Entrepreneurs in Japan: Full version (Top100)（日本を代表する100人の女性起業家たち Top100）に掲載され、フリーアナウンサーとして仕事を紹介されている。
2018年12月から「福岡市障がい者週間記念の集い」（福岡市主催、クリスマスマーケット協賛）のメインＭＣを担当。
2019年5月に開かれたNHK大河ドラマ「いだてん」トークツアー in 佐賀県鹿島市で司会を担当。
2019年11月にNHK大河ドラマ「いだてん」トークツアー in 佐賀県有田町で進行役を担当。
2019年12月　福岡市主催「障害者週間記念の集い」で司会を勤める。
2021年4月　WEBマガジン「ミッケ！フクオカ」vol.16 P9 人物特集 でこれまでの道のり、飲酒運転撲滅への思いについて取材を受ける。
2022年4月　WEBマガジン「ミッケ！フクオカ」vol.22 P8 人物特集 で「飲酒運転撲滅がーるず HEART-FULL」として様々な活動を通し、「命の尊さ」を訴え続ける様子について取材を受ける。
「あなたの一番の応援団でありたい」を信条としている。特技は人の心を引き出すインタビュー。

## 出演
- エフエム佐賀
  - 「Gat's Morning!」
- エフエム福岡
  - 「FM福岡インフォメーション」
  - 「VIVOT」
  - 「Hyper Night Program GOW!!」
  - 「みんなで撲滅 飲酒運転」
  - 「リスニングマガジンCoCoAngel」
  - 「宣伝会議 CM制作講座」
- KBCラジオ（九州朝日放送）
  - 「博多ほのぼの劇場（平野綾菜編）」
- RKBラジオ（RKB毎日放送）
  - 「中谷一志のPOP4」
- LOVE FM
  - 「Top of the morning」
  - 「music✕serendipity」
  - 「On Sundays」
  - 「REQUEST on DEMAND」
- エフエムからつ
  - 「Youがたチャンス！」
  - 「HEART-FULL」
- STSサガテレビ
  - 「カチカチPressさがスポ」
- KBC九州朝日放送
  - 「チャレンジ！ FUKUOKA NEXT」
  - 「ドォーモ」
- FBS福岡放送
  - 「クロ女子白書」
- RKK熊本放送及びMRT宮崎放送
  - 「韓国ソウルの旅」
- NHK佐賀放送局
  - 「NHK大河ドラマの裏側を学ぶ」特集番組MC イベント司会
- 福岡市政だより・福岡市 FUKUOKANEXT
- 博多の森リレーマラソン2017司会
- 福岡県主催 アクシオンフェア2019司会
- 日本損害保険代理業協会 映像出演
- 松浦市観光紹介 映像出演
- カーショップトヨマス ＣＭナレーション